# Fabio D'Alessio
Fabio D'Alessio (...) è un militare italiano, maresciallo capo dell'Arma dei Carabinieri.
È stato insignito di Medaglia d'oro al valor civile nel 2019 in occasione del 205° Annuale di Fondazione dell'Arma dei Carabinieri.